# إيناف
إيناف هي شركة إيطالية مملوكة لوزارة الاقتصاد والمالية وتديرها وزارة البنية التحتية والنقل ، من خلال هيئة الطيران المدني الإيطالية (ENAC) . بالتعاون مع القوات الجوية الإيطالية ، تكون الشركة مسؤولة عن توفير خدمات الحركة الجوية (ATS) وخدمات الملاحة الجوية الأخرى في إيطاليا. باعتبارها مزود خدمة الملاحة الجوية (ANSP) ، فهي مسؤولة عن توفير خدمة مراقبة الحركة الجوية (ATCS) ، خدمة معلومات الطيران (FIS) ، خدمة معلومات الطيران (AIS) ، وإصدار تنبؤات الطقس للمطارات والمجال الجوي تحت مسؤوليتها.  كان اسم الشركة إيناف هو الاسم السابق للوكالة العامة ، وهو اختصار لـ «الهيئة الوطنية للمساعدة على الطيران». في عام 2001 تم تحويل وكالة إيناف في إيناف شركة مملوكة للخزانة الإيطالية.

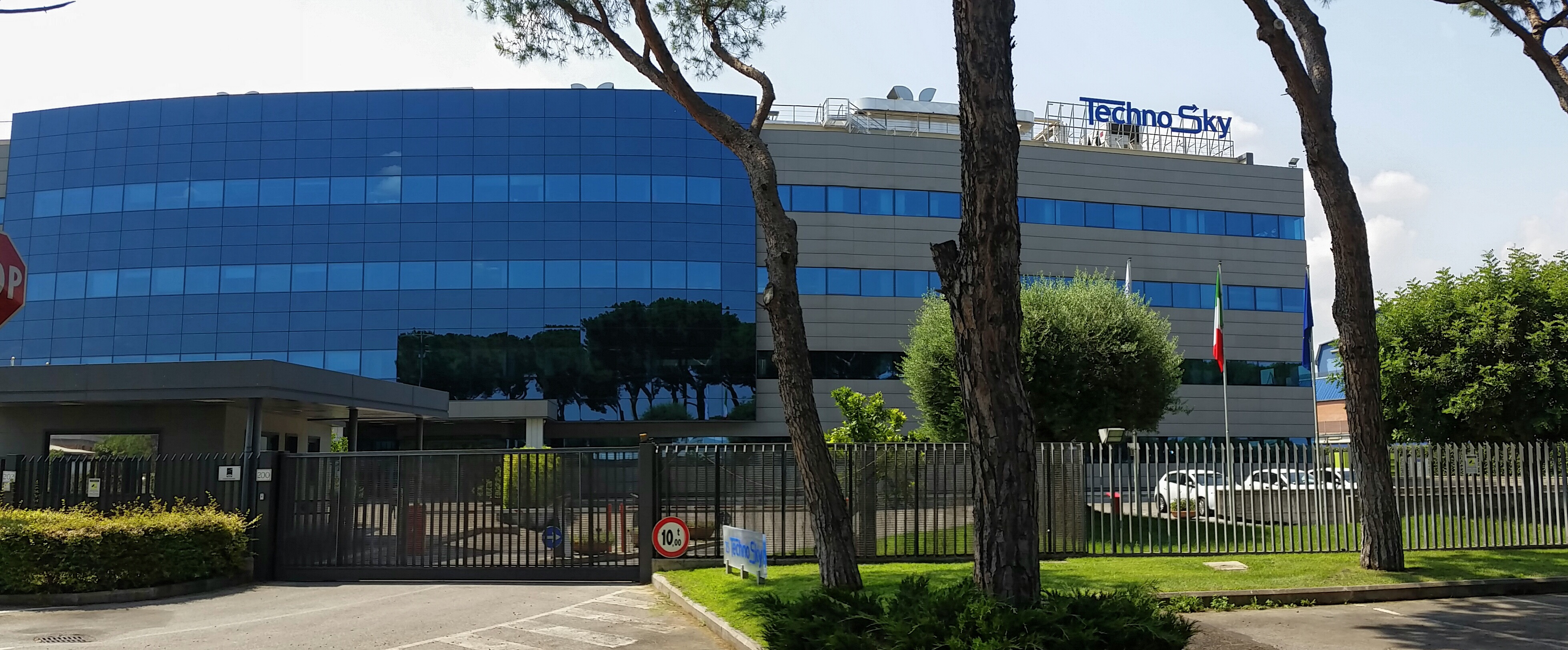
مقر تكنو سكاي في روما

## روابط خارجية
- ENAV Sp أ. الموقع الرسمي
- موقع تكنو سكاي الرسمي